# Vena ilíaca interna
La vena ilíaca interna (vena hipogàstrica) és una vena aparellada, que comença prop de la part superior dels forat sacrociàtic major, passa cap amunt per darrere i lleugerament medial a l'artèria ilíaca interna i, a la vora de la pelvis, s'uneix amb la vena ilíaca externa per formar la vena ilíaca comuna.